# 도미니언 (카드 게임)

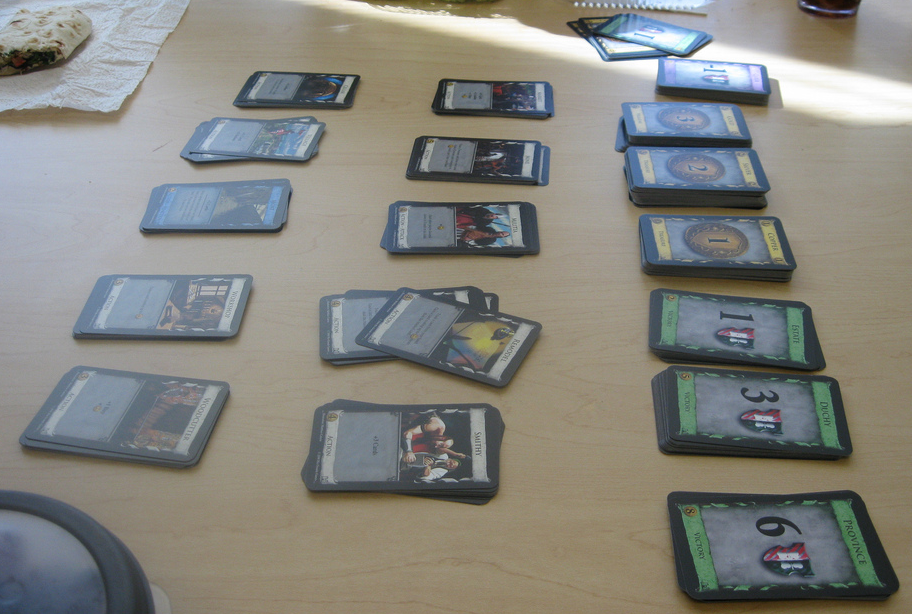

도미니언(Dominion)은 리오 그란데 게임즈에서 발매하는 카드 게임으로, 제작자는 도널드 X. 바카리노이다.

## 개요
각 플레이어는 소국의 영주로서 자신의 영토를 확장해 나가고 결국 가장 많은 영지 (점수)를 손에 넣은 플레이어의 승리이다. 플레이 인원수는 2~4명 (확장 세트로 6명까지)이다. 플레이어의 영지가 갑판 형태로 표현되고, 플레이어는 코스에 준비된 더미에서 어떤 카드를 구입하여 덱을 구축해 나가는 일로 영지를 확장한다. 이 카드의 구입 및 갑판 구축 과정 자체가 게임 플레이의 주축이다. 다채로운 효과가 있는 왕국 카드 (기본 세트 25 종류 · 확장 세트를 포함하면 200 종류 이상)의 조합을 통해 트레이딩 카드 게임과 같은 전략의 다양성을 가지면서도 한 번의 게임에서 사용하는 왕국 카드 10종류로 제한하고있다. 따라서 플레이마다 전개가 다른 신선한 게임 플레이를 실현하고 있다. 현재 전 세계 19개 언어로 번역되어, 확장판포함 250만장이상 팔리는등 거두었고 또한 독일 연간 게임 대상, 독일 게임 대상, 알라 카르테 카드 게임상에 그랑프리를 수상하고 사상 최초로 3관왕을 달성하는 등 9개의 상에서 매우 높은 평가를 얻었다.

## 게임 시작
시작 플레이어부터 자기 차례를 진행한다. 카드가 있는 공간을 이제로부터 공급처라고 부르며, 자기 차례가 끝나면 다음 사람이 차례를 시작한다. 게임은 속주 카드가 바닥나거나, 공급처에서 3종류의 카드가 다 떨어지면 게임이 끝나고, 점수가 가장 높은 플레이어가 승리한다. 동점일 경우에는 턴을 적게 가진 플레이어가 승리한다.